# Polycarpaea tenuifolia
Polycarpaea tenuifolia là loài thực vật có hoa thuộc họ Cẩm chướng. Loài này được (Willd.) DC. miêu tả khoa học đầu tiên năm 1828.